# Kirche des Heiligen Gregor des Erleuchters (Aleppo)

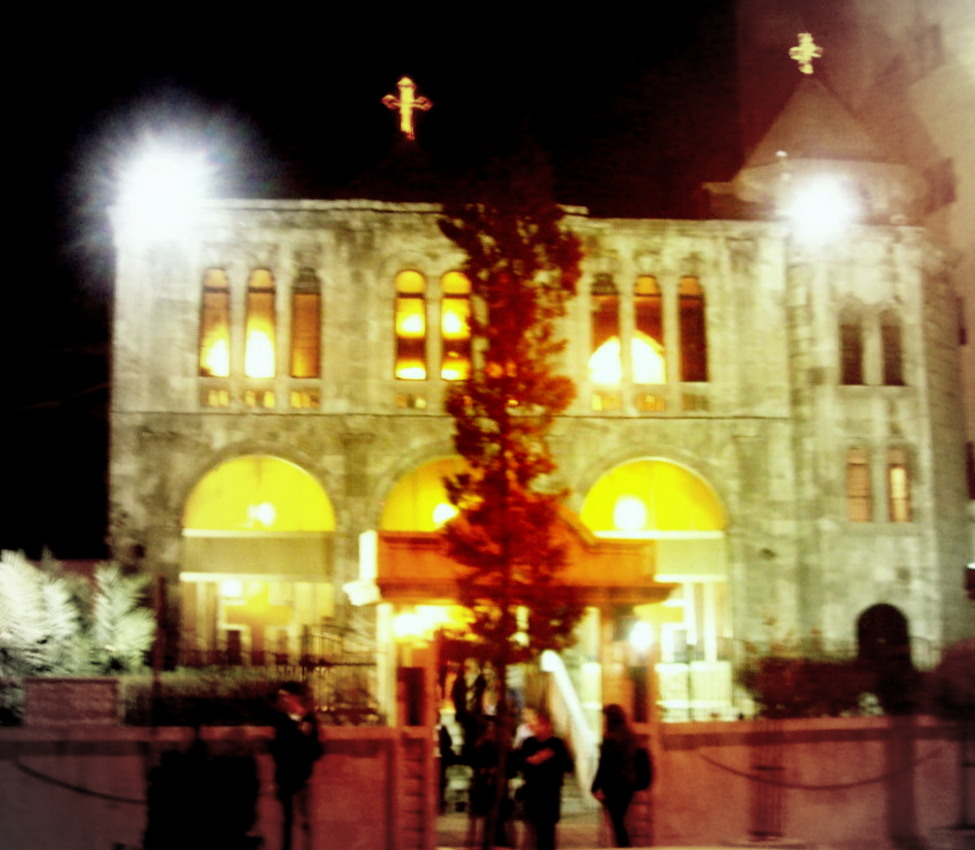
Armenische Apostolische Kirche St. Gregor der Erleuchter in Aleppo, 2010

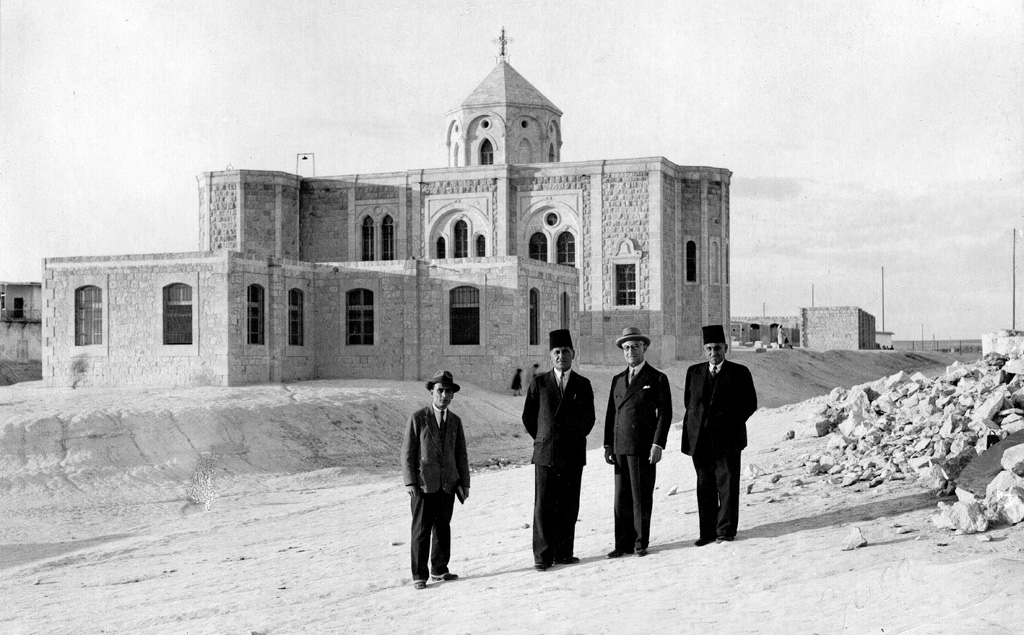
Armenische Apostolische Kirche St. Gregor der Erleuchter in Aleppo und Sahakian-Schule (hier noch auf der anderen Seite als heute), 1936

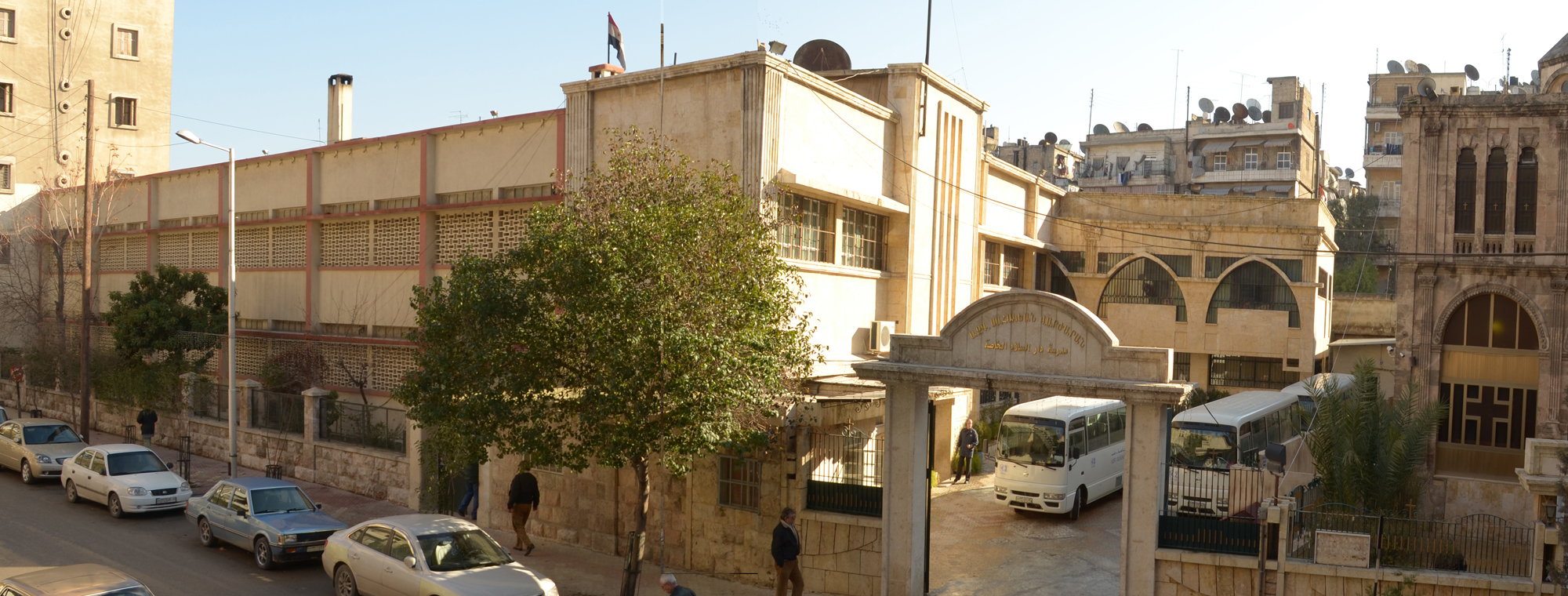
Armenische Sahakjan-Schule, 2012. Am rechten Bildrand ist ein Stück der Kirche St. Gregor zu erkennen.

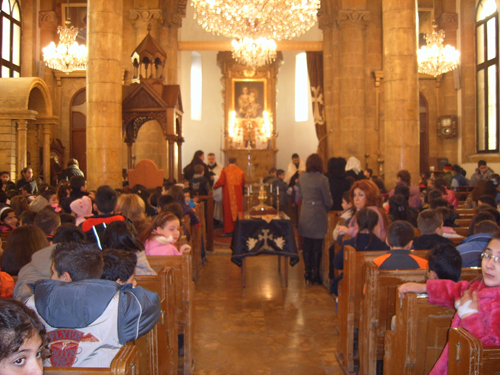
Schulkinder der Sahakjan-Schule bei einem Gottesdienst in der Kirche St. Gregor der Erleuchter, 2011

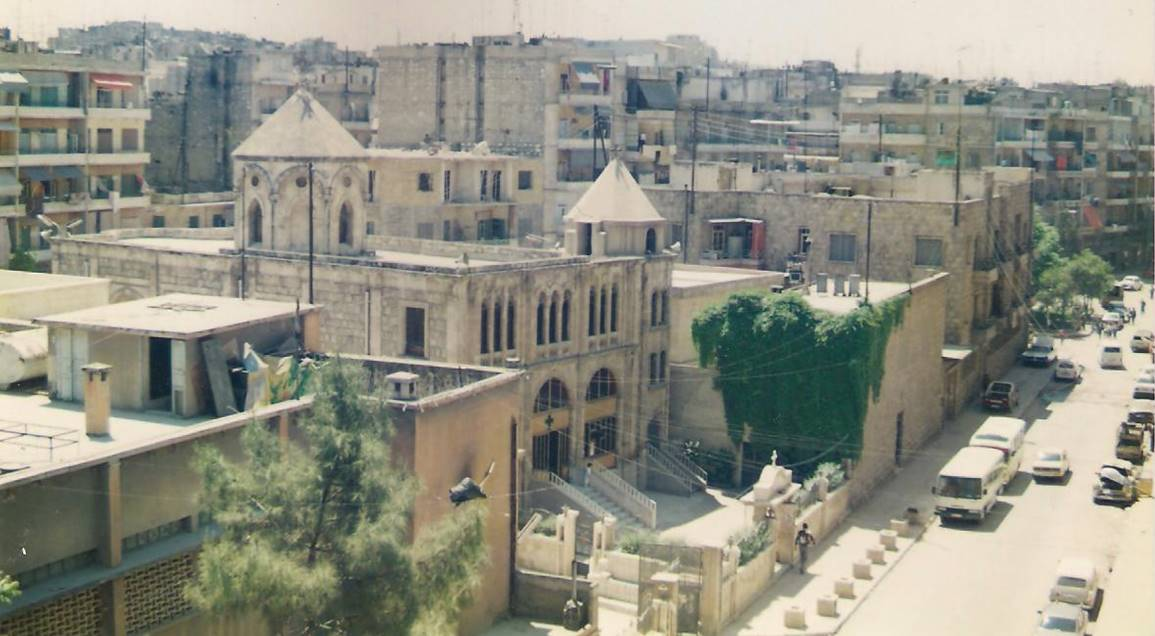
Kirche St. Gregor im Stadtviertel, Blick nach Süden, im Vordergrund Sahakjan-Schule. Offenbar älteres Bild: Gebäude südlich der Kirche stimmen nicht mit dem Bild von 2010 oder mit Google Maps überein.

Die Kirche Sankt Gregor der Erleuchter oder Surp Krikor Lussaworitsch (arabisch كنيسة القديس غريغوريوس المستنير, west-armenisch Սուրբ Գրիգոր Լուսաւորիչ Եկեղեցի, ost-armenisch Սուրբ Գրիգոր Լուսավորիչ եկեղեցի) ist eine Kirche der  Armenischen Apostolischen Kirche in der syrischen Stadt Aleppo im Stadtviertel al-Midan, die 1933 eröffnet wurde.

## Standort
Die Kirche steht zwischen der Patriarch-Sareh-I.-Straße (arabisch شارع البطريرك زاريه الأول, benannt nach dem in Marasch geborenen armenischen Katholikos) im Westen und der „Straße des Goldenen Flusses“ (arabisch نهر الذهب) im Osten in der armenischen Nachbarschaft Nor Kyugh (armenisch Նոր Գիւղ, „Neues Dorf“) im Stadtviertel al-Midan (arabisch الميدان), rund 300 m südlich des römisch-katholischen Klosters Deir Wartan und 300 m südwestlich der armenisch-apostolischen Kirche St. Georg. Direkt neben der Kirche befindet sich die Armenische Gesellschaft von Aleppo. Unmittelbar nördlich der Kirche – wenn man also vor dem westlichen Haupteingang der Kirche steht, links – steht die armenische Sahakjan-Schule.

## Geschichte
Nach dem Ersten Weltkrieg und dem Völkermord an den Armeniern gelangten zahlreiche armenische Flüchtlinge nach Aleppo und kamen zunächst in provisorischen Lagern unter. In den 1930er Jahren siedelten sich viele im Stadtviertel al-Midan im so genannten armenischen „Neuen Dorf“ (Նոր Գիւղ, Nor Kyugh) an. Die Kirche Sankt Gregor der Erleuchter wurde hier von Armenien auf Initiative von Sahag II., Katholikos des Großen Hauses von Kilikien, gegründet und der Grundstein 1930 gelegt. Am 26. November 1933 war die Kirche fertig und wurde vom Katholikos-Koadjutor Papken I. geweiht. Die Kirche wurde 1973 sowie in den Jahren von 1984 bis 1987 renoviert. 1989 wurde unter Planung und Leitung des Architekten Andranik Mihranian aus Aleppo eine Gedenkstätte für die Opfer des Erdbebens in Armenien am 7. Dezember 1988 errichtet und am 10. Dezember 1989 eröffnet. 2004 wurde der „Psalm“-Chor der Kirche gegründet.
Während des syrischen Bürgerkriegs wurde die Kirche ab 2012 mehrfach von Einheiten der bewaffneten Opposition angegriffen. Die schwersten Schäden erlitten die Kirche und die angrenzenden Gebäude mit Wohnungen und Arbeitsräumen bei einem Raketenangriff am 2. Juli 2016, wobei jedoch keine Menschen starben. Nor Kyugh gehörte zu den am stärksten vom Krieg und von Terroranschlägen betroffenen Gegenden, weshalb die Gemeinde ihre Gebäude schließen und die Gegend evakuieren musste. Im Dezember 2016 gelang es der syrischen Armee, die Islamisten zu vertreiben, und ein Teil der geflüchteten Armenier kehrte zurück. Vom 4. bis zum 8. Januar 2017 besuchte Aram I. vom Großen Haus von Kilikien die Kirche St. Gregor der Erleuchter und die anderen armenischen Kirchen Aleppos. Die Armenische Gesellschaft in Aleppo konnte ihr seit 2007 bestehendes Café direkt neben der Kirche im Juni 2017 wieder eröffnen.

## Architektur
Die geostete Kirche hat einen rechteckigen Grundriss und ein Flachdach. Im Westen befindet sich der Eingang mit drei großen, rund gewölbten Torbögen und am südwestlichen Ende ein achtkantiger Glockenturm, der von dem eng angrenzenden Gebäudekomplex im Süden deutlich überragt wird. In der Mitte befindet sich die Kuppel auf einem Tambour mit achteckigem Querschnitt und mit einem achtseitigen Pyramidendach. Im Osten befinden sich die Apsis und der Hochaltar. Der Architekt der Kirche war Khacher Arapian (Խաչէր Արապեան).